# حادث طائرة ساوث ويست أفياشن عام 2020
تحطم طائرة ساوث ويست أفياشن أنتونوف أن-26 في عام 2020 هو حادث طيران وقع في 22 أغسطس 2020، عندما تحطمت طائرة شحن من طراز أنتونوف أن-26 تابعة لشركة ساوث ويست أفياشن بعد وقت قصير من إقلاعها من مطار جوبا في جوبا، جنوب السودان، وكانت متجهة في رحلة شحن داخلية إلى أويل واو.

## الخلفية
تأسست شركة ساوث ويست أفييشن المحدودة في عام 2017، وهي شركة طيران لنقل الركاب والبضائع تتخذ من جوبا، جنوب السودان، [بحاجة لمصدر]مقرًا لها. كانت الشركة مسؤولة عن حادث تحطم مميت لطائرة من طراز L-410 تيربوليت في جوبا عام 2018. وفي أعقاب ذلك الحادث، أصدر الرئيس سلفا كير قرارًا بحظر تشغيل الطائرات التي يتجاوز عمرها 20 عامًا في رحلات نقل الركاب.[بحاجة لمصدر]

## الحادث
كانت طائرة الشحن أنتونوف An-26، برقم التسجيل EX-126 (MSN 11508)،[بحاجة لمصدر] تقوم برحلة مستأجرة من جوبا إلى واو وعلى متنها ستة ركاب وثلاثة أفراد طاقم. فقدت الطائرة ارتفاعها بعد وقت قصير من إقلاعها من مطار جوبا واصطدمت بمزرعة تبعد حوالي 2.5 ميل بحري (4.6 كم) عن مدرج الإقلاع.[بحاجة لمصدر] أفاد شهود عيان بأن الطائرة فقدت قوتها فجأة وسقطت في منطقة سكنية تعرف باسم “حي الاستفتاء” (Hai Referendum). لا يُعتقد أن الأحوال الجوية كانت عاملاً في الحادث.
قُتل ثمانية أشخاص على متن الطائرة، منهم ثلاثة من جنوب السودان وخمسة من الجنسية الروسية. وأُبلغ عن ناجٍ واحد نُقل إلى المستشفى في حالة حرجة. ووفقًا لوزير النقل في جنوب السودان، مادوت بيار يول، كان عدد أفراد الطاقم خمسة جميعهم روس.
وفقًا للتقارير الأولية، تحطمت الطائرة في منطقة مأهولة بالسكان، واندلع حريق في حطامها أثناء اقتراب السكان. أشارت بعض التقارير إلى أن الطائرة كانت تقوم برحلة مستأجرة لصالح برنامج الأغذية العالمي (WFP)، لكن البرنامج نفى أي علاقة له بالرحلة، مبينًا أن الطائرة كانت مستأجرة من شركة محلية تُدعى Galaxy Star International، والتي تقدم خدمات لبرنامج الأغذية العالمي ووكالات الأمم المتحدة الأخرى.

## التحقيق
إدارة التحقيق في حوادث الطائرات بجنوب السودان (AAIID) لم تتمكن من تحديد سبب الحادث، لكنها خلصت إلى أن الرحلة انتهكت اللوائح، حيث كانت الطائرة تفتقر إلى شهادة صلاحية طيران سارية ولم تكن شركة ساوث ويست أفييشن تحمل شهادة مشغل جوي.

## ردود الفعل
الرئيس الجنوب سوداني سالفا كير دعا وزارة النقل إلى “الالتزام بالمعايير الدولية” عند تقييم صلاحية الطائرات للطيران، مضيفًا: “أعلم أن التعامل مع مأساة من هذا النوع صعب، ولكن دعونا نعمل جاهدين لإيجاد سبب هذا الحادث والاستفادة من الدروس المستفادة منه لمنع حدوث مآسي مشابهة في المستقبل.

## انظر أيضآ
- حادثة سقوط أنتونوف في جنوب السودان
- تحطم طائرة تشوهويف أن-26 عام 2020